# Palmares Open Mall
Palmares Open Mall (conocido como Palmares) es un centro comercial abierto ubicado en el departamento de Godoy Cruz, en la provincia de Mendoza, Argentina, inaugurado en 1995. Cuenta con más de 155 locales (gran parte de ellos son locales gastronómicos), supermercado, cocheras, cines, oficinas y un centro médico. El centro comercial se encuentra ubicado junto al barrio Palmares y las torres "Villa Palmares" (ambos de la misma empresa). A lo largo de su trayectoria, el centro comercial ha sufrido varias ampliaciones, por lo que la cantidad de locales que tenía inicialmente (entre 60 y 80) ha ido aumentando hasta llegar a más de 150.

## Infraestructura y servicios
- 85 locales de retail
- Estacionamiento descubierto y tres niveles de estacionamiento cubierto
- Supermercado Vea
- 23 locales de servicios (5 bancarios)
- 28 locales gastronómicos (entre ellos dos McDonald´s)
- 10 salas de cine de la cadena Cinemark
- Gimnasio
- Oficinas
- Centro médico y hospital[4]